# Битва при Требии
Битва при Треббии — сражение Второй Пунической войны, в которой карфагенский полководец Ганнибал Барка одержал победу над римской армией консула Тиберия Семпрония Лонга.
Осенью 218 года до н. э. карфагенская армия под командованием Ганнибала, перейдя через Альпы, вторглась в римскую Цизальпинскую Галлию. Консул Публий Корнелий Сципион попытался задержать Ганнибала в битве при Тицине, но потерпел поражение. Римляне отступили к реке Треббия, куда вскоре подошла армия другого консула, Тиберия Семпрония Лонга.
В декабре между двумя армиями началось сражение. Римская пехота прорвала центр карфагенской армии, но её атаковали с флангов карфагенская конница и слоны. Удар по римским войскам из засады, устроенной Ганнибалом, довершил победу. Битва закончилась сокрушительным поражением римлян. Победа при Треббии отдала Ганнибалу Цизальпинскую Галлию и позволила привлечь на свою сторону все племена, населявшие этот регион.

## Предыстория
В 219 году до н. э. Ганнибал, главнокомандующий карфагенской армией, напал на город Сагунт на восточном побережье Иберии, который был союзником Рима. Этим он фактически спровоцировал вторую войну с Римом (218—201 годы до н. э.). Римляне предполагали вести войну в Африке и Испании, но Ганнибал упредил их намерения. Ранней весной 218 года он перешел Пиренейские горы и в сентябре приблизился к берегам Роны, вблизи Авиньона. С многочисленными племенами, через территорию которых проходило карфагенское войско, Ганнибал либо заключал мирные договоры, либо воевал. Особенно опасны для Рима были его союзы с галлами, ненависть которых к римлянам Ганнибал умело использовал.
Узнав о походе Ганнибала, римляне не предприняли решительных действий, чтобы воспрепятствовать его движению, так как римская армия была разъединена. Когда римляне подошли к переправе через широкую реку Родан (Рона), карфагенская армия была уже на расстоянии трех дней пути и направлялась к альпийским проходам в Италию. Только теперь римляне поняли всю опасность планов Ганнибала. Срочно было принято решение соединиться обеим римским армиям и всеми силами защищать северные районы.
Осенью 218 года до н. э. карфагенская армия спустилась с Альп в плодородную долину реки По. Цель похода через Альпы была достигнута дорогой ценой. Если в начале похода у Ганнибала было около 80 тысяч пехоты, 10 тысяч конницы и 37 слонов, то в Италию он привел только 20 тысяч пехоты, 6 тысяч конницы и несколько слонов.
В декабре 218 года до н. э. консул Публий Сципион попытался задержать Ганнибала. Не дожидаясь подхода другого консула с большей частью армии, он дал сражение Ганнибалу у реки Тицин, но потерпел поражение. Только благодаря своему 17-летнему сыну, тоже Публию Корнелию (впоследствии прославленному полководцу, прозванному Африканским за победу в кампании в северной Африке), ему удалось спастись.
После победы при Тицине войско Ганнибала выросло до 40 тысяч человек, так как галлы в массе своей переходили на его сторону и снабжали его армию продовольствием. Часть галлов перешла из римской армии к Ганнибалу.
Римская армия отступила к городу Плаценции, где и соединилась с подходившими свежими войсками. В долине реки Треббия римляне заняли хорошо укрепленную горную позицию на восточном берегу.

## Перед битвой
Карфагеняне расположились возле лагеря римлян и не предпринимали активных действий, кроме захвата городка Кластидия с запасами хлеба благодаря измене её коменданта Дасия. Следуя своей линии поведения в отношении италийских союзников Рима, Ганнибал приказал чрезвычайно мягко обращаться с захваченными пленными. Кластидия стала важнейшей базой снабжения карфагенян. Затем Ганнибал напал на группу галльских племён, живших между Падом и Треббией, которых он подозревал в предательстве, и опустошил их поля. Вожди племён обратились за помощью к римлянам.
После сорокадневного марша расстоянием около 1780 км к Сципиону присоединилась армия Семпрония. Взгляды консулов на продолжение боевых действий разошлись. Раненый Сципион считал, что лучше избегать битвы, а зимой тренировать солдат. Кроме того, у Ганнибала был перевес в коннице, а прибывшие с Семпронием были в большинстве своём неопытными. Семпроний же хотел разгромить неприятеля в преддверии выборов консулов. Нарративная традиция о противостоянии мнений Сципиона и Семпрония относительно дальнейших действий исходит от Полибия, который, будучи в дружеских отношениях с представителями рода Сципионов, старался показывать их в хорошем свете. Возможно, что если бы не ранение Сципиона, он также стремился бы к сражению.
Ганнибал имел представление о состоянии римской армии и догадывался о разногласиях среди консулов. Ганнибал был заинтересован в скорейшей битве, но преимущество в коннице можно было использовать только на равнине, поэтому Ганнибал стремился во что бы то ни стало выманить туда римлян. Мелкие отряды карфагенян предприняли ряд набегов на союзные Риму племена.
Посольства галльских племён попросили помощи у консулов против карфагенских отрядов, разорявших их земли. Семпроний отправил почти всю конницу и около тысячи лёгкой пехоты переправиться через реку. Римляне атаковали карфагенян и прогнали их до лагеря, где вынуждены были отступить. Тогда Семпроний отправил всю конницу и снова заставил карфагенскую конницу отступить, под защиту расположившейся в боевой порядок армии Ганнибала. Римляне не решились вступить в бой, однако Семпроний приписывал победу себе и тем самым получил ложное представление о слабости противника.

## Силы и планы сторон

### Карфагеняне
Перед битвой разведчики Ганнибала тщательно изучили местность, и на военном совете он рассказал военачальникам свой план битвы. Между лагерем карфагенян и рекой протекал небольшой ручей (возможно, Нуретта) с обрывистыми берегами, поросшими густым кустарником. Ганнибал нашёл это место идеально подходящим для засады, где можно было бы разместить даже конницу. Ганнибал назначил командовать засадным отрядом своего брата Магона, человека молодого и энергичного. Выбрав сотню лучших пехотинцев и всадников, а те, соответственно, ещё по девять бойцов каждый, Магон получил под своё командование тысячу пеших и тысячу кавалеристов.

### Римляне
Армия Сципиона насчитывала около 36 тысяч человек, с учетом армии Семпрония Лонга, прибывшей из Сицилии. Сципион считал, что нужно уклоняться от боя, но честолюбивый Тиберий Семпроний Лонг стремился к схватке, к тому же общественное мнение Рима было на его стороне. Таким образом, у римлян было 32 тысячи пехоты и 4 тысячи кавалеристов, у карфагенян — 10 тысяч кавалеристов и 30 тысяч пехоты.
Ганнибал, давший в ранней молодости обет быть вечным врагом Рима, проявлял большую изобретательность в изучении особенностей и слабостей неприятеля. Ему донесли, что Семпроний Лонг отличается нетерпеливостью и тщеславием, и он решил использовать это.

## Битва
В декабре 218 года до н. э., — в день, когда армией командовал Тиберий Семпроний Лонг, — нумидийская конница перешла Треббию и двинулась к лагерю римлян и начала провоцировать римлян на сражение, бросая дротики. Лонг вывел навстречу свою конницу и лёгкую пехоту и отогнал карфагенян, причем разбил небольшой отряд лёгкой пехоты, присланный Ганнибалом в подкрепление. Это заставило Лонга срочно вывести из лагеря всю римскую армию, многие из которых не успели позавтракать и даже надеть доспехи. Притворным бегством нумидийцы смогли заманить противника к своим основным силам. В это же время карфагенские воины плотно позавтракали, накормили лошадей и натёрлись оливковым маслом. Ганнибал приказал всем воинам подкрепиться пищей, натереться маслом и потом уже возле костров надеть снаряжение, чтобы не замёрзнуть.
Преследуя отступающих, римские легионеры перешли Треббию вброд (при этом очень сильно замёрзли и ослабли) и построились на равнине. В центре находились римские легионеры, на флангах — пехота союзников: на правом фланге располагалась союзная кавалерия, на левом — римская конница. Весь фронт прикрывала лёгкая пехота. Ганнибал же поставил в центре тяжёлую пехоту, в которой были иберийцы, ливийцы и кельты, на флангах — сильную ударную конницу. Фланги прикрывали боевые слоны.
Битва началась со столкновения лёгкой пехоты с обеих сторон. Ганнибал послал вперед более опытных балеарских стрелков, а Семпроний Лонг — юных велитов. Но сразу обнаружилось, что римские воины уступают карфагенским, так как они замёрзли и устали от стычек, в которых участвовали с самого утра, а римские метатели дротиков уже использовали большую часть дротиков, а те, что остались, намокли и сделались непригодными. Поэтому и стрелки, и велиты по приказу Семпрония быстро отступили за вторую линию своих войск. Ганнибал также отвёл своих стрелков и отправил их на фланги. В бой вступили тяжеловооружённые воины, но боевые слоны задержали наступление римлян на флангах. В центре же римляне стремительно врезались в боевые порядки галльской пехоты, оторвавшись при этом от своих флангов. Тогда нумидийская конница опрокинула конницу римлян и обрушилась на фланги римской пехоты.
Римляне упорно защищались. Но в тыл им ударил карфагенский отряд из засады. Возникла парадоксальная ситуация: задние ряды римлян были смяты, но передние в это время прорвали боевую линию карфагенян. Как писал Полибий, «задние ряды римлян, сражавшихся в центре, сильно пострадали от нападения воинов из засады; а те, что были впереди, воодушевляемые трудностью положения, одержали верх над кельтами и частью ливийцев и прорвали боевую линию карфагенян». Это позволило 10 тысячам римлян отступить к Плаценции в боевом порядке и спастись.

## Итоги
Успех карфагенской армии был тщательно подготовлен Ганнибалом. Он заставил римлян поверить в легкую победу и выйти на открытую местность, где Ганнибал и использовал преимущество своей армии в коннице. Также исход сражения решила засада, устроенная им на открытой, но пересеченной местности.
Ганнибал отпустил пленных из числа союзников римской армии без выкупа. Это произвело сильное впечатление на союзников римлян: ведь обычно пленных беспощадно истребляли или продавали в рабство. Ганнибал старался показать, что воюет не против италиков, а против Рима.
После битвы на Треббии против Рима восстала большая часть Цизальпинской Галлии, и Ганнибал стал хозяином Северной Италии. За зиму 218—217 года до. н. э. он сформировал из кельтов новую армию: свыше 60 тысяч пехоты и 4 тысячи конницы влились в карфагенское войско, которое насчитывало теперь столько же солдат, сколько было в начале похода в Испанию. Но в целом добиться распада римско-италийского союза Ганнибалу не удалось.
Победа на реке Треббия открыла дорогу карфагенянам на Рим, но они не воспользовались этим и остались зимовать в Галлии. Тиберий после сражения на Треббии сообщил в Рим неопределенное известие о том, что сражение было, но победе помешала плохая погода. Но вскоре римляне узнали правду о поражении и, ужаснувшись потерям, начали приготовления к новым битвам 2-й Пунической войны.

### Исследования
- Габриэль Р.А. Ганнибал. Военная биография величайшего врага Рима = Hannibal: The Military Biography of Rome's Greatest Enemy. — М.: Центрполиграф, 2012. — 318 с. — 3000 экз. — ISBN 978-5-227-03130-3.
- Кораблев И. Ш. Ганнибал. — М.: Наука, 1976.
- Лансель С. Ганнибал. — М.: Молодая гвардия, 2002. — 356 с. — (Жизнь замечательных людей).
- Родионов Е. Римские легионы против Ганнибала. Карфаген должен быть разрушен!. — М.: Яуза : Эксмо, 2012. — 608 с. — (Легионы в бою. Римские войны).
- Холмс Р., Эванс М. Поле битвы. Решающие сражения в истории = Battlefield: Decisive Conflicts in History. — СПб.: Питер, 2009. — ISBN 978-5-91180-800-6.
- Шустов В. Е. Войны и сражения Древнего мира. — Ростов-на-Дону: Феникс, 2006. — 521 с. — ISBN 5-222-09075-2.
- Энглим С. и др. Войны и сражения Древнего мира. 3000 год до н. э. - 500 год до н. э = Fighting Techniques of the Ancient World 3000 BC - AD 500: Equipment, Combat Skills and Tactics. — М.: Эксмо, 2007. — ISBN 5-699-15810-3.
- Hoyos D. Hannibal’s Dinasty: Power and Politics in the Western Mediterranean, 247 — 183 BC. — London: Routledge, 2003.
- Lazenby J. F. Hannibal’s War: A Military History of the Second Punic War. — Norman: Unversity of Oklahoma Press, 1994.